# Casola in Lunigiana
Casola in Lunigiana är en ort och kommun i provinsen Massa-Carrara i regionen Toscana i Italien. Kommunen hade 1 006 invånare (2018).